# Рыжаков, Павел Васильевич
Павел Васильевич Рыжаков (Нижний Новгород, 1907 — Сахалинская область, 1956) — рядовой Красной армии, участник Великой Отечественной войны и полный кавалер ордена Славы. Сапёр.

## Биография
Родился в 1907 году в Нижнем Новгороде. Окончил три класса школы, после чего работал в местном колхозе, а потом на Горьковском автомобильном заводе.
В марте 1943 года был призван в Красную армию. Служил в сапёрном взводе 320-го гвардейского стрелкового полка. За время войны был трижды ранен. 16 июля 1944 года во время боёв вблизи населённого пункта Ярчовцы (ныне Тернопольская область) сделал проходы в минных полях и проволочных заграждениях противника.
С 17 по 21 июля 1944 года участвовал в разминировании моста через реку Стрыпа (вблизи Зборова), прикрыл автоматным огнём переправу батальона. 16 августа 1944 года был награждён орденом Славы 3-й степени.
26 августа того же года, вблизи города Санок (Польша), вместе с группой разведчиков взял в плен «языка», который обладал ценной информацией. 29 августа 1944 года был повторно награждён орденом Славы 3-й степени (19 августа 1955 года был перенаграждён на орден Славы 1-й степени).
С 17 января по 10 февраля 1945 года, вблизи Новы-Сонч (Чехословакия), обезвредил большое количество мин. 24 марта 1945 года был награждён орденом Славы 2-й степени.
Демобилизовался в 1945 году. После демобилизации жил в Сахалинской области. Скончался в 1956 году.

## Награды
- орден Славы 1-й степени (19 августа 1955, перенаграждение по Указу Верховного Совета СССР, в соответствии со статутом ордена, — взамен второго ордена 3-й степени, награждение которым состоялось 29 августа 1944);
- орден Славы 2-й степени (24 марта 1945)[2];
- орден Славы 3-й степени (16 августа 1944 — № 178812)[3]
- орден Славы 3-й степени (29 августа 1944 — перенаграждён в 1955 году на орден 1-й степени)[4];